# Izidor Hafner
Izidor Hafner [ízidor háfner], slovenski matematik in logik, * 1949.

## Življenje in delo
Hafner je po diplomi iz predikatnega računa (1972) in magisteriju iz algebre (1974) leta 1983 doktoriral na Fakulteti za elektrotehniko s temo Kompleksnost teorij Leśniewskega in njihova uporaba.
Od leta 2006 je predavatelj na Fakulteti za računalništvo in informatiko v Ljubljani. Je ustanovitelj tekmovanj iz logike ter revije Logika in razvedrilna matematika. Za svoje zasluge pri uvajanju računalništva in logike v srednje šole ter za delo z mladimi na tem področju je leta 2000 prejel častni znak svobode Republike Slovenije. Leta 2009 je prejel državno nagrado za šolstvo. Od leta 2014 je častni član Društva matematikov, fizikov in astronomov Slovenije (DMFA).